# 2003 en Palestine
Chronologie de la Palestine
- 1999
- 2000
- 2001
- 2002
- 2003
- 2004
- 2005
- 2006
- 2007

Cette page concerne les évènements survenus en 2003 en Palestine :

## Évènements
- Seconde intifada (depuis septembre 2000)
- 16 mars : Rachel Corrie, une militante pacifiste américaine, membre de l'International Solidarity Movement à Rafah, dans la bande de Gaza, est tuée dans un quartier résidentiel de Rafah par un bulldozer de l'armée israélienne alors qu'elle était agenouillée devant la maison d'un Arabe palestinien, agissant comme bouclier humain et tentant d'empêcher les forces armées de démolir la maison[1].
- 30 avril au 7 octobre : Gouvernement Abbas (en)
- 30 avril : Une feuille de route pour la paix, parrainée par les États-Unis, l'ONU, l'UE et la Russie, est remise au gouvernement israélien et à l'Autorité palestinienne.
- 18 mai : Attentat suicide de la Colline française (en)
- 25 mai : Le Premier ministre israélien, Ariel Sharon, obtient l'approbation du cabinet pour un plan de paix qui prévoit la création d'un État arabe palestinien d'ici 2005.
- 27 mai : Ariel Sharon déclare que l'« occupation » des territoires palestiniens est « une chose terrible pour Israël et pour les Palestiniens » et qu'elle « ne peut pas continuer indéfiniment ». La phraséologie de Sharon choque de nombreux Israéliens, ce qui conduit à préciser que par « occupation », Ariel Sharon entend le contrôle de millions de vies arabes palestiniennes plutôt que l'occupation physique réelle de la terre[2].
- 3 juin : Israël libère une centaine de prisonniers arabes palestiniens avant le sommet de paix du Moyen-Orient avec le président George W. Bush, en signe de bonne volonté.
- 4 juin : Feuille de route pour la paix : Le Premier ministre israélien Sharon promet de démanteler les colonies illégales en Cisjordanie, tandis que le nouveau Premier ministre de l'Autorité palestinienne, Mahmoud Abbas, renonce à tout acte de terrorisme contre Israël.
- 14 août : Israël libère 76 prisonniers supplémentaires, une semaine après avoir libéré plus de 300 personnes. Israël affirme qu'il s'agit d'un geste de bonne volonté et qu'il est conforme aux accords. L'Autorité palestinienne n'est pas d'accord et affirme que la plupart d'entre eux n'ont pas été arrêtés pour des activités terroristes et que ce sont les personnes arrêtées pour ces dernières qu'Israël a accepté de libérer à l'origine.
- 7 septembre : Le Premier ministre israélien, Ariel Sharon, déclare que les dirigeants du Hamas sont « marqués pour la mort » et qu'ils n'auront pas un instant de répit, après qu'Israël a échoué dans sa tentative de tuer les membres les plus importants du Hamas avec une bombe de 550 livres larguée sur un appartement de la ville de Gaza.
- 24 septembre : Une lettre de protestation adressée par un groupe de 27 pilotes israéliens à l'armée de l'air israélienne est rendue publique. Dans cette lettre, les pilotes annoncent leur refus d'effectuer de nouvelles missions de bombardement de chefs de groupes terroristes palestiniens dans des zones civiles. La lettre des pilotes qualifie les attaques d'« illégales et immorales ». Elle suscite une condamnation rapide de la part des commentateurs, des hommes politiques et des chefs militaires, qui réclament des sanctions sévères, y compris l'emprisonnement, bien qu'un licenciement soit considéré comme le résultat le plus probable. La protestation des pilotes est une réaction à des attaques telles que celle qui a visé le chef du Hamas, Salah Shehadeh, en juillet 2002, et qui a tué Shehadeh, son garde du corps et 15 civils, dont neuf enfants[3].
- 7 octobre au 12 novembre : Premier gouvernement Qurei (en)
- 21 octobre : L'Assemblée générale des Nations unies approuve une résolution exigeant qu'Israël retire sa barrière de sécurité en Cisjordanie. La résolution est adoptée à une écrasante majorité de 144 voix contre 4, les États-Unis votant contre la motion[4],[5].
- 29 octobre 2002 au 30 avril : Cinquième gouvernement Arafat (en)
- 12 novembre au 24 février 2025 : Second gouvernement Qurei (en)
- 1er décembre : Initiative de Genève : accord de paix.

### Attaques contre des cibles israéliennes
- 5 janvier : Massacre de la gare routière centrale de Tel-Aviv : Deux kamikazes arabes palestiniens se font exploser à environ deux minutes d'intervalle dans un quartier bondé près de la vieille gare routière centrale de Tel-Aviv (en), tuant 23 Israéliens et en blessant 80 autres. Le Jihad islamique et le Hamas revendiquent le double attentat.
- 13 janvier : Attentat-suicide à la bombe à Tel-Aviv.
- 5 mars : Attentat suicide dans le bus 37 de Haïfa : Un kamikaze du Hamas tue 17 personnes et en blesse 53 lorsqu'il fait exploser une bombe cachée sous ses vêtements dans le bus Egged n° 37 à Haïfa.
- 30 mars : Attentat à la bombe contre le Londond café
- 24 avril : Attentat à la bombe à la gare de Kfar Sava : Un garde de sécurité israélien de 23 ans est tué et 13 autres personnes sont blessées dans un attentat-suicide à la bombe à l'extérieur de la gare de Kfar Saba - Nordau. Des groupes liés aux Brigades des martyrs d'Al-Aqsa et au FPLP revendiquent conjointement la responsabilité de l'attentat.
- 30 avril : Attentat à la bombe à Mike's Place (en) : Un kamikaze de nationalité britannique se fait exploser au Mike's Place, un restaurant de Tel Aviv, tuant quatre Israéliens et en blessant 50 autres. Le Hamas et les Brigades des martyrs d'Al-Aqsa revendiquent conjointement la responsabilité de l'attentat.
- 18 mai : Attentat suicide de la Colline française (en)
- 19 août : Attentat-suicide du bus à Shmuel HaNavi
- 9 septembre : Attentat du Café Hillel, commis par un Palestinien.

## Créations
- Al-Aqsa Voice Radio (en), radio du Hamas.
- Cheval de Jénine (en)
- Fonds d'investissement pour la Palestine (en)
- Hôpital Al-Rantisi (en), hôpital pour enfants près de Gaza.
- Ma'ale HaZeitim (en), colonie israélienne à Jérusalem-Est (Territoire palestinien occupé)
- Ministère des Affaires étrangères
- Premier ministre de l'Autorité nationale palestinienne (en)
- Projet Hope (Palestine) (en)

## Destruction
- 24 mars : Hilltop 26 (en), une colonie israélienne illégale près de la ville d'Hébron, est démantelée par Tsahal.

## Décès
- 21 août : Ismail Abu Shanab (en), l'un des fondateurs du Hamas.